# 1042
| Calendário gregoriano                                                        | 1042 MXLII                                           |
| Ab urbe condita                                                              | 1795                                                 |
| Calendário arménio                                                           | 491 – 492                                            |
| Calendário bahá'í                                                            | -802 – -801                                          |
| Calendário budista                                                           | 1586                                                 |
| Calendário chinês                                                            | 3738 – 3739 Início a 24 de janeiro (aproximadamente) |
| Calendário copta                                                             | 758 – 759                                            |
| Calendário etíope                                                            | 1034 – 1035                                          |
| Calendários hindus - Vikram Samvat - Calendário nacional indiano - Cáli Iuga | 1097 – 1098 963 – 964 4142 – 4143                    |
| Calendário Holoceno                                                          | 11042                                                |
| Calendário islâmico                                                          | 433 – 434                                            |
| Calendário judaico                                                           | 4802 – 4803                                          |
| Calendário persa                                                             | 420 – 421                                            |
| Calendário rúnico                                                            | 1292                                                 |
| Calendário solar tailandês                                                   | 1585                                                 |

1042 (MXLII, na numeração romana) foi um ano comum do século XI do Calendário Juliano, da Era de Cristo, a sua letra dominical foi C (52 semanas), teve início a uma sexta-feira e terminou também a uma sexta-feira.
No território que viria a ser o reino de Portugal estava em vigor a Era de César que já contava 1080 anos.
| Ano completo                       |
| ---------------------------------- |
| Ano comum com início à sexta-feira |

## Eventos
- Constantino IX é coroado imperador do Império Bizantino.
- Eduardo o Confessor sobe ao trono de Inglaterra
- Abu Amir Abade ibne Maomé é nomeado Emir de Sevilha, cargo que exerceu até 1068.
- Os Almorávidas, partidos da ilha de Tidra, no que hoje é a Mauritânia, fazem uma jiade contra os judalas e os lantunas, anexando às suas fileiras numerosos contingentes do Tecrur, que se opunham à hegemonia do Reino de Gana.

## Nascimentos
- Raimundo IV de Toulouse m. 1105, conde de Toulouse, duque de Narbona, marquês da Provença.

## Mortes
- 8 de Junho - Rei Canuto II de Inglaterra (envenenado).
- 1 de Julho - Humberto I de Saboia n. 980 foi conde de Saboia.
- Ordonho Bermudes filho bastardo do rei Bermudo II de Leão.